# Argenton-Notre-Dame
Pour les articles homonymes, voir Argenton.
Argenton-Notre-Dame est une commune déléguée, située dans le département de la Mayenne en région Pays de la Loire, peuplée de 217 habitants. Depuis le 1er Janvier 2019, Argenton-Notre-Dame est intégré dans la commune nouvelle de Bierné-les-Villages née de la fusion  avec Bierné, Saint-Michel-de-Feins et Saint-Laurent-des-Mortiers.
La commune fait partie de la province historique de l'Anjou (Haut-Anjou).

## Géographie
Le territoire d'Argenton recouvre une superficie de 677 hectares. C'est un terrain plat, légèrement incliné de l'est à l'ouest, où l'altitude varie de 82 à 33 m. Le Béron le limite au nord, sur une longueur 5 à 6 km.

## Toponymie
La seule attestation ancienne qu'on ait est celle donnée par Jeanne Duval qui mentionne "Argentonio en 1188 dans le cartulaire de l'Hôtel-Dieu d'Angers".
Le second élément, Notre-Dame a été ajouté en 1919, afin d'éviter des confusions avec les communes homonymes (dans l'Indre, les Deux-Sèvres, etc.). 
Xavier Delamarre explique ces différents Argenton comme d'anciens argentomagos, autrement dit des « marchés de l'argent ». Le nom de l'argent, argenton, est un mot gaulois que le latin a adopté sous la forme argentum.

## Histoire

### Moyen Âge et époque moderne
Le bourg présente un aspect typiquement angevin. Michel Possart, sieur de la Sionnière acheta la seigneurie en 1460 pour 1 500 écus écus d'or. Sa veuve, née Rossignol, fit tenir des assises sur un terrain dépendant du fief curial, en 1480. Mais comme elle avait négligé de payer au curé de la paroisse « les cousterets » de vin et le blé qu'elle lui devait sur la Sionnière et sur l'Hommée, on lui dit reconnaitre ces devoirs qu'on évalua approximativement à six boisseaux de froment, 18 boisseaux de seigle et une busse de bon vin. La châtelaine en profita alors pour remettre certains droits féodaux aux curés « afin que ceux-ci priassent plus volontiers pour elle ». Ce fut ainsi que le seigneur de la Sionnière reçut le titre de la paroisse d'Argenton. En 1776, Hyacinthe-Roger de Quatrebarbes obtenait des lettres patentes qui réunissaient les justices d'Argenton, de la Sionnière et des châtellenies de Châtelain et de Romfort. Argenton relevait alors du marquisat de Château-Gontier. De temps immémoriaux, les propriétaires de champ de Thubœuf (qui jouxte la Sionnière) étaient tenus de donner toute la paille nécessaire pour mettre dans les sabots des paroissiens qui venaient à la messe de Ménil.
En 1680, on y dénombrait onze métairies qui se partageaient 746 arpents. Leur fonds était très bon. On comptait 314 arpents de terres labourables, 138 en prés, 16 en bois, 80 en landes et 42 en vignes. On note que le vin y était relativement bon. Au siècle suivant, un autre mémoire relate que « la moitié des terres produisent du froment, du seigle, du blé noir et un peu d'avoine ». Dès le XIXe siècle, les landes avaient laissé leur place aux terres labourables et aux prairies et l'on s'adonnait déjà à la culture intensive des céréales et à l'élevage d'un riche bétail des meilleures races qui faisait la richesse du pays. Ce fut sans doute pour cette raison que dans cette région, trois petites localités ont été qualifiées dans un dicton populaire : « Saint-Laurent de paille, Saint-Michel de beurre et Argenton de foin ». De nos jours la commune arbore des bois et de verts pâturages. On y cultive des plantes fourragères et des céréales et on élève des bovins et des porcins.

### Révolution française
Pendant la Révolution française, Argenton fut très attaché à la religion catholique et à son curé. Et cet attachement devait susciter des convoitises et aussi des persécutions des paroisses voisines, des localités qui souhaitaient s'agrandir aux dépens de la petite commune. Le 2 mars 1792, les municipalités de Daon, Bierné, Châtelain et Coudray se plaignent au Directoire de Château-Gontier : elles étaient outrés de voir, chaque dimanche, 2 000 à 3 000 personnes qui venaient assister à la messe dite par le curé « non assermenté » d'Argenton, celui-ci ne faisant que « confesser les lymphatiques ». Elles demandèrent son remplacement par un prêtre constitutionnel mais, comme ses prêtres n'étaient pas assez nombreux, leur demande ne put être prise en considération et les gardes nationaux de Châtelain, Coudray et Ménil vinrent fermer l'église. Pour unique répression, le Directoire autorisa le curé à dire sa messe seulement pendant deux jours dans la paroisse puis il pensa à la réunir à Châtelain afin que les habitants de cette localité puissent faire leurs Pâques, et, pour terminer, le curé irait à Laval. Non satisfaits de ces mesures, des démagogues, sous le commandement de Dutertre, juge de paix à Chemazé se déplacèrent à Argenton pour fermer une nouvelle fois l'église. La commune reçut très souvent la visite de Coquereau, celui-ci y vint en particulier en août 1794 pour y célébrer un festin à la victoire qu'il venait de remporter à Cherré. Mais pendant les préparatifs, les républicains de Châteauneuf-sur-Sarthe le surprirent et ses hommes prirent la fuite sans opposer la moindre résistance. À la fin de l'année 1795, Gaullier livra lui aussi un combat à Argenton, à proximité de la ferme de Cry, où Lezay, dit « Sabre-Tout », qui a dirigé la Compagnie de Fromentières, fut mortellement blessé.

### XXIesiècle
Le préfet de la Mayenne approuve le 14 novembre 2018 la fusion des communes d'Argenton-Notre-Dame, Saint-Michel-de-Feins, Saint-Laurent-des-Mortiers et Bierné pour créer la commune de Bierné-les-Villages le 1er janvier 2019.

## Politique et administration

### Administration municipale

#### Administration actuelle
Depuis le 1er janvier 2019, Argenton-Notre-Dame constitue une commune déléguée au sein de la commune nouvelle de Bierné-les-Villages, et dispose d'un maire délégué. 
| Période      | Période  | Identité         | Étiquette | Qualité         |
| ------------ | -------- | ---------------- | --------- | --------------- |
| janvier 2019 | mai 2020 | Dominique Mourin | SE        | Ouvrier d'usine |
| mai 2020     | En cours | Nathalie Porcher |           | Agricultrice    |

#### Administration ancienne
| Période                                  | Période       | Identité                            | Étiquette | Qualité                                                        |
| ---------------------------------------- | ------------- | ----------------------------------- | --------- | -------------------------------------------------------------- |
| Les données manquantes sont à compléter. |               |                                     |           |                                                                |
| ?                                        | av 1867       | Hyacinthe de Quatrebarbes           |           | Sous-préfet Conseiller général du canton de Bierné (1848-1852) |
| 1881                                     | av 1930       | Louis-Marie Marquis de Quatrebarbes |           | Conseiller général du canton de Bierné (1879-1930)             |
| Les données manquantes sont à compléter. |               |                                     |           |                                                                |
| 1945                                     | 1965          | Georges Rousselet                   |           | Agriculteur                                                    |
| Les données manquantes sont à compléter. |               |                                     |           |                                                                |
| 1971                                     | 1995          | Georges Rousselet                   |           | (Fils du précédent)                                            |
| 1995                                     | mars 2014     | Christian Boivin                    | SE        | Agriculteur                                                    |
| mars 2014                                | décembre 2018 | Dominique Mourin                    | SE        | Ouvrier d'usine                                                |

## Démographie
En 2021, la commune comptait 217 habitants. Depuis 2004, les enquêtes de recensement dans les communes de moins de 10 000 habitants ont lieu tous les cinq ans (en 2007, 2012, 2017, etc. pour Argenton-Notre-Dame) et les chiffres de population municipale légale des autres années sont des estimations.
| 1793 | 1800 | 1806 | 1821 | 1831 | 1836 | 1841 | 1846 | 1851 |
| ---- | ---- | ---- | ---- | ---- | ---- | ---- | ---- | ---- |
| 453  | 282  | 322  | 261  | 281  | 332  | 328  | 326  | 300  |

| 1856 | 1861 | 1866 | 1872 | 1876 | 1881 | 1886 | 1891 | 1896 |
| ---- | ---- | ---- | ---- | ---- | ---- | ---- | ---- | ---- |
| 303  | 303  | 360  | 393  | 360  | 325  | 332  | 304  | 283  |

| 1901 | 1906 | 1911 | 1921 | 1926 | 1931 | 1936 | 1946 | 1954 |
| ---- | ---- | ---- | ---- | ---- | ---- | ---- | ---- | ---- |
| 281  | 277  | 256  | 229  | 217  | 221  | 209  | 211  | 221  |

| 1962 | 1968 | 1975 | 1982 | 1990 | 1999 | 2007 | 2011 | 2016 |
| ---- | ---- | ---- | ---- | ---- | ---- | ---- | ---- | ---- |
| 236  | 195  | 188  | 161  | 187  | 181  | 206  | 205  | 210  |

| 2019 | - | - | - | - | - | - | - | - |
| ---- | - | - | - | - | - | - | - | - |
| 216  | - | - | - | - | - | - | - | - |

## Culture locale et patrimoine

### Lieux et monuments
- L'église Notre-Dame d'Argenton-Notre-Dame est dédiée à la Sainte Vierge. D'origine romane, elle possède une tour-clocher sur la croisée du transept. Elle abrite trois retables du XVIIe siècle et des lambris du XIXe. Son inventaire se déroula le 14 mars 1906. Ce jour-là, l'agent préposé à cette tâche ne put trouver une seule place dans le bourg pour garer sa voiture[13].
- La Tertinière, lieu et domaine qui mouvait de Saint-Julien de Château-Gontier, possédait une maison seigneuriale.
- Château de la Bossivière.
- Château de la Fautraise.
- Château de la Sionnière.

## Sources
- Altitudes, coordonnées, superficie : répertoire géographique des communes 2014 (site de l'IGN, téléchargement du 1er mars 2015)